# Jerzy Podbrozny
Jerzy Podbrozny (Przemyśl, 16 de desembre de 1966) és un exfutbolista polonés, que jugava de davanter.
Va destacar com a golejador en el Lech Poznan, on va marcar 20 gols el 1992 i 25 el 1993, imprescindibles perquè el seu equip fóra campió de lliga. Després de militar en un dels equips més forts del país, el Legia Varsovia, va recalar dos anys a la lliga espanyola i un altre mes a l'estatunidenca, on va guanyar la Copa MLS.
Va ser sis vegades internacional amb la selecció de futbol de Polònia.

## Trajectòria
- 1985-1986: Polna Przemyśl
- 1986-1989: Resovia
- 1989-1991: LKS Igloopol Dębica
- 1991-1994: Lech Poznań
- 1993-1996: Legia Varsòvia
- 1996-1998: CP Mérida
- 1997-1998: CD Toledo
- 1998-1999: Chicago Fire
- 1999-2001: MKS Zaglebie Lubin
- 2000-2002: Pogon Szczecin
- 2001-2002: Amica Wronki
- 2002-2003: Wisla Plock
- 2002-2004: Widzew Łódź
- 2003-2004: Świt Nowy Dwór Mazowiecki
- 2005-2006: Victoria Września